# Sud-picène
Le sud-picène, ou picène du sud, est une langue italique parlée dans la partie sud du Picénium, une région de l'Italie antique s'étendant d'Ancône au nord (mais il n'est pas exclu que les Picènes aient occupé la zone plus au nord d'Ancône) jusqu'à Ascoli Piceno environ, dans la région moderne des Marches.

## Écriture sud-picène

### Inscriptions
La langue sud-picène est connue par plusieurs inscriptions, nous en donnerons ici deux. Son déchiffrement, délicat, est cependant sans commune mesure avec celui de sa voisine septentrionale.

### Inscription de Castignano
matereíf . patereíf . fu ::|ítúd . fapíríf . arít(i)f . ím(i)f . puíf
púpúnum . estu . k . apaiús .|adstaíúf . súaís . manus .|meitimúm
Cette inscription est importante en ce que les deux premiers mots, dans lesquels on reconnaît aisément mater et pater, suivis d'une déclinaison de datif pluriel avec -f < -*fs < -*b's < -*bh(y)os, indiquent clairement l'origine indo-européenne de l'idiome. La traduction du reste de la première ligne reste incertaine, malgré les rapprochements que certains peuvent faire avec des formes équivalentes latines.
La deuxième ligne est aussi énigmatique. Púpúnum représente un cas oblique de Púpúnis, attesté par ailleurs sur une autre inscription, probablement un génitif pluriel (?). Estu . k est probablement un démonstratif à comparer avec le latin istuc où la particule déictique k est séparée du reste de l'adjectif ; selon première inscription la nasale pénultième a été omise, il convient donc de lire estunc. apaiús pourrait être un gentilice quelconque, adstaíúf une forme verbale, à la suite de quoi il est admis que súaís . manus représente effectivement une forme osque de « ses mains » à l'instrumental dual ou pluriel. meitimúm pourrait désigner l'objet lui-même, diminutif apparenté au latin meta < *me(i)ta : colonnette, petit cône. Si l'on admet un rapprochement de adstaíúf avec une éventuelle forme de perfectum d'un composé de stare au sens d'être debout, ériger, on aurait peut-être quelque chose comme : « Apaius érigea de ses mains cette colonnette des Pomponius. »

#### Inscription de la stèle de Loro Piceno

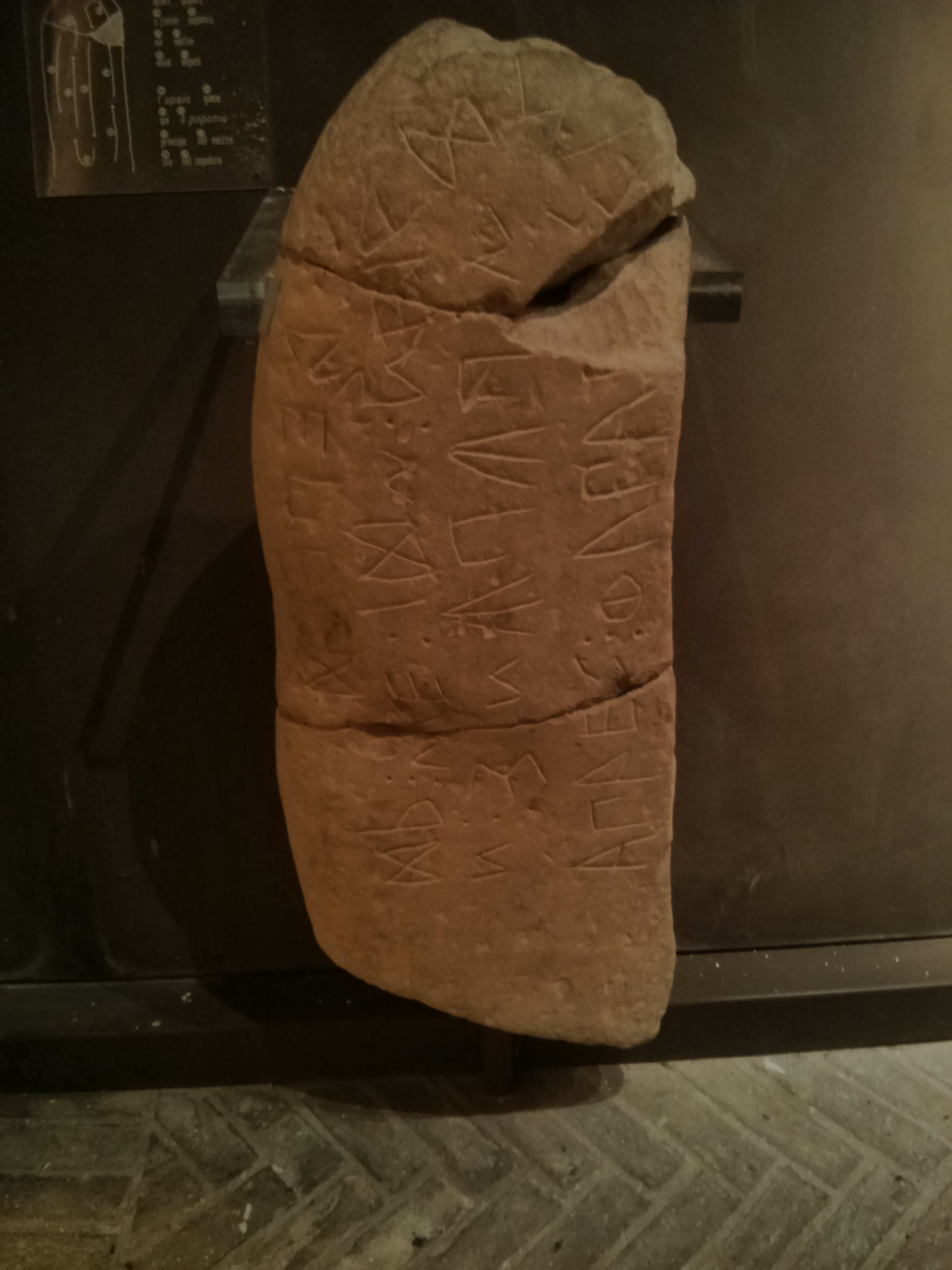
Inscription en langue sud-picène sur la stèle de Loro Piceno, mise au jour dans la province italienne des Marches. Cet artéfact funéraire est actuellement conservé au Musée archéologique national des Marches, au sein de la ville d'Ancône.

## Code
- Code de langue IETF : spx